# Aepyceros
Aepyceros là một chi động vật có vú trong họ Bovidae, bộ Artiodactyla. Chi này được Sundevall miêu tả năm 1845. Loài điển hình của chi này là Antilope melampus Lichtenstein, 1812.

## Hình ảnh

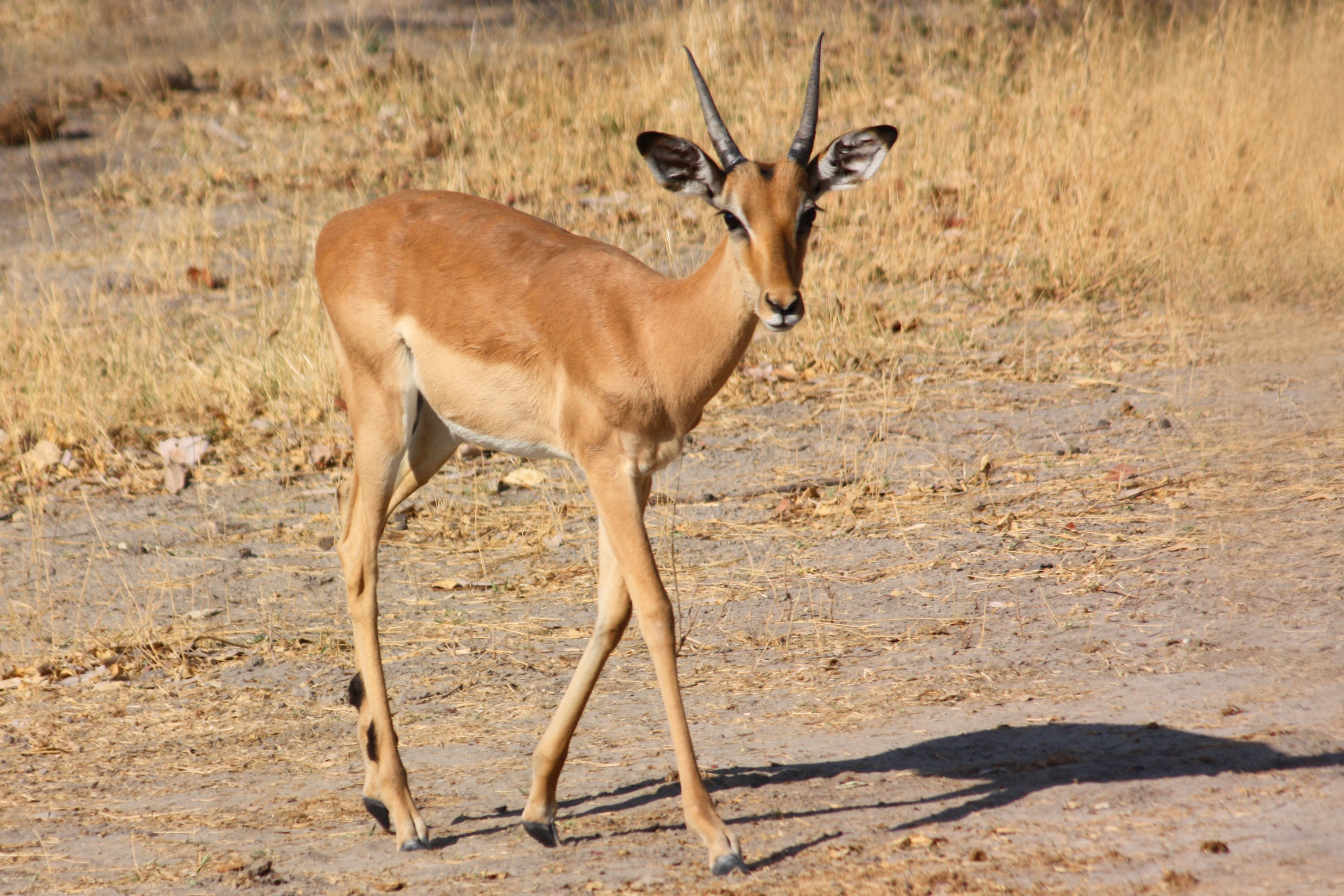

## Các loài
Chi này gồm các loài:
- Aepyceros melampus
- Aepyceros datoadeni †